# Nazlı Tolga
Nazlı Tolga Brenninkmeyer (rođena 8. studenog 1979) je tursko-nizozemska novinarka i televizijska voditeljica. Tolga je bila voditeljica vodećeg programa o lokalnim i vanjskim poslovima FOX Ana Haber i Nazlı Tolga ile Haber Masası.
Nazlı Tolga rođena je u Ankari. Rođena je u muslimansko-turskoj obitelji iz Samsuna i Malatye u Ankari. Tečno govori turski, nizozemski, brazilski portugalski i engleski. Nakon završene osnovne i srednje škole na American College of Istanbul, pohađala je Sveučilište Marmara, Fakultet za komunikacije – vodeću instituciju komunikacijskog obrazovanja i studija u Turskoj. Studirala je na Odsjeku za novinarstvo. Tolga je započela svoju novinarsku karijeru na Kanal D-u Haber 1998. godine. Radila je na Show TV -u, Skyturku i Foxu. Udala se za nizozemskog biznismena Lawrencea Brenninkmeyera u katedrali Svetog Duha u Istanbulu u rujnu 2013. godine. Živi u Brazilu, Londonu i Šangaju. Rimokatolkinja je od 2013. Proteklih godina Tolga je postala majka dviju djevojčica.

## TV programi
- Kanal D Gece Haberleri ( Kanal D, 1998. – 2002.)
- Nazlı Tolga ile Haber Masası (Skyturk, 2004. – rujan 2007.)
- Show Haber (2002.–2003.)
- FOX ON ANA Haber (2008. – 2010.)
- Nazlı Tolga ile Fox Ana Haber (3. rujna 2007. – 14. lipnja 2013.)